# Maurizio D'Alesio (combattente)
Maurizio D'Alesio (XVIII secolo – Altamura, 9 maggio 1799) è stato un militare e politico italiano. È noto soprattutto per essere stato uno dei martiri della Rivoluzione altamurana del 1799. In particolare, fu uno dei primi a essere ucciso durante il conflitto. D'Alesio saltò in aria insieme a Giuseppe Tubito per una granata lanciata dai sanfedisti (capeggiati dal cardinale Fabrizio Ruffo) mentre combattevano sul muro di cinta di Altamura.

## Biografia

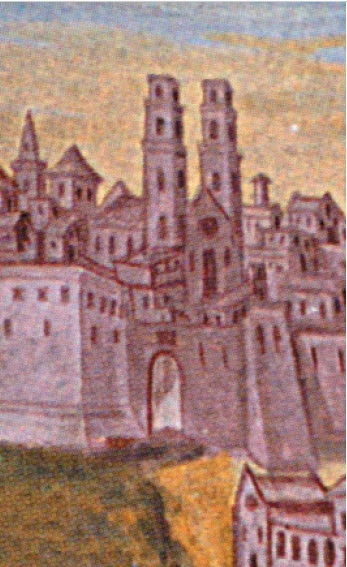
Particolare raffigurante Porta Matera, dove Maurizio D'Alesio e Giuseppe Tubito saltarono in aria. Dipinto tratto dal Salone degli stemmi del Palazzo arcivescovile di Matera e realizzato da Anselmo Palmieri di Polla nel 1709. Il dipinto era sconosciuto agli altamurani fino alla scoperta da parte di Tommaso Berloco nel 1973.

La data di nascita di Maurizio D'Alesio non è nota. Era sposato con Vita Giuseppina Giannuzzi, con la quale ebbe parecchi figli, tra i quali si ricordano Giacomo D'Alesio e Francescopaolo D'Alesio; entrambi risultavano affiliati alla carboneria nel 1820.
Durante la visita di re Ferdinando IV di Napoli nel giugno del 1797 ad Altamura, così come durante la visita della regina Maria Carolina d'Asburgo-Lorena e di Francesco I di Borbone, molti dei protagonisti della futura Rivoluzione altamurana intervennero in rappresentanza della città. Ottavio Giannuzzi, Giuseppe Carvellà, Attanasio Calderini e lo stesso Maurizio D'Alesio furono tra i molti giovani della nobiltà e della borghesia che prima scortarono i reali e che in seguito combatterono contro i sanfedisti.
Maurizio D'Alesio è ricordato soprattutto per la sua opera durante la Rivoluzione altamurana (1799), da inserirsi nel contesto della Repubblica Napoletana del 1799. In particolare, prese parte attiva al breve autogoverno democratico della città, e ricoprì per breve tempo la carica di "Municipalista" insieme ad altre sei persone. All'arrivo dei sanfedisti in città, cominciò lo scontro sulle mura cittadine. Durante i combattimenti, D'Alesio diede prova di audacia e valore; saltò in aria insieme a Giuseppe Tubito per una granata dei sanfedisti sul loggione di casa Mastromarino, nelle immediate vicinanze di Porta Matera.
La cronaca di Michele Rotunno, un contadino di 90 anni che scrisse la sua testimonianza dopo l'Unità d'Italia (1861) consultandosi con altri suoi attempati coetanei e sotto spinta dell'allora sindaco Candido Turco, così riporta l'avvenimento:
(Michele Rotunno, contenuto in Vicenti, pag. 107)
L'avvenimento è anche riportato nella cronaca del sanfedista Domenico Petromasi (1801):
(Petromasi, pagg. 33-34)
Alcune fonti riportano che il corpo di Maurizio D'Alesio, ridotto a pezzi, fu raccolto in un paniere e portato giù dalla loggetta di casa Mastromarino. Il parroco della Cattedrale di Altamura registrò la morte di Maurizio D'Alesio sul registro con la seguente frase: "Il magnifico Maurizio D'Alesio, marito di Vita Giuseppa Giannuzzi, il cui corpo fu seppellito in questa Chiesa Cattedrale".